# Gyeolhon-ui kkomsu
Gyeolhon-ui kkomsu (hangeul: 결혼의 꼼수, lett. Il piano di nozze; titolo internazionale The Wedding Scheme, conosciuta anche come The Marriage Plot) è una serie televisiva sudcoreana trasmessa su tvN dal 2 aprile al 22 maggio 2012.

## Trama
So Doo-ryun, presidentessa vedova di una fabbrica di kimchi, decide di intraprendere un grande piano di nozze per le sue quattro figlie facendole convivere con quattro scapoli idonei trasformando la propria casa in una pensione.

## Personaggi
- Yoo Gun-hee, interpretata da Kang Hye-jeong
32 anni, è la seconda delle quattro figlie. Donna in carriera senza alcun interesse nel matrimonio, è ambiziosa, egoista, competitiva e indipendente.
- Lee Kang-jae, interpretato da Lee Kyu-han
32 anni, è il figlio del presidente di un'industria alimentare. Pur essendo abile e intelligente, si rifiuta di fare ciò che non vuole.
- Yoo Sun-hee, interpretata da Lee Young-eun
33 anni, è la prima delle quattro figlie. Dolce e materna, ha cresciuto le sorelle dopo la morte del padre e per questo si preoccupa di non aver vissuto la sua vita.
- Seo Jang-won, interpretato da Lee Min-woo
35 anni, è uno stunt director divorziato e, a causa dei ricordi dolorosi, tiene l'amore a distanza.
- Yoo Min-jung, interpretata da Kim Se-jung
24 anni, è la terza delle quattro figlie. È una ragazza materiale e vivace che ama gli abiti firmati e gli uomini ricchi.
- Kim Soon-dol, interpretato da Seo Jae-kyung
30 anni, ama le feste e il rap, ed è l'unico figlio di un ricco imprenditore edile statunitense.
- Yoo Min-ji, interpretata da Park Min-ji
21 anni, è la quarta e ultima figlia. È una ragazza cinica molto più saggia della sua età e ha una cotta per Jang-won perché anche lei vuole diventare regista: per perseguire il suo sogno, va sempre in giro con una videocamera per girare un film familiare e mette il naso negli affari di tutti.
- Park Se-won, interpretato da Kim Jae-deuk
24 anni, è un playboy che spende soldi liberamente e si mette nei guai spesso. Finisce alla pensione di Doo-ryun quando viene cacciato di casa.
- Park Soo-ho, interpretato da Kim Won-jun
- So Doo-ryun, interpretata da Cha Hwa-yeon
È la matriarca e presidentessa di una piccola, ma prestigiosa, fabbrica di kimchi.
- Lee Hak-goon, interpretato da Yoon Joo-sang
È il padre di Kang-jae e presidente dell'industria Sangcharim.
- Jang Duk-pal, interpretato da Jung Seung-ho
- Direttore Park, interpretato da Kim Ik-tae
- Lee Ha-na, interpretata da Park Ga-won

## Colonna sonora
1. If You Are Like Me (그대도 나와 같다면) – Kim Hyun-joong
2. Mistake – Young Ji
3. I'll Be Laughing (그댄 날 웃게 해줘요) – Tammy
4. Love Never Stops (사랑 못할 짓이야) – Jang Hye-eun